# Dirck Pietersz. Pers

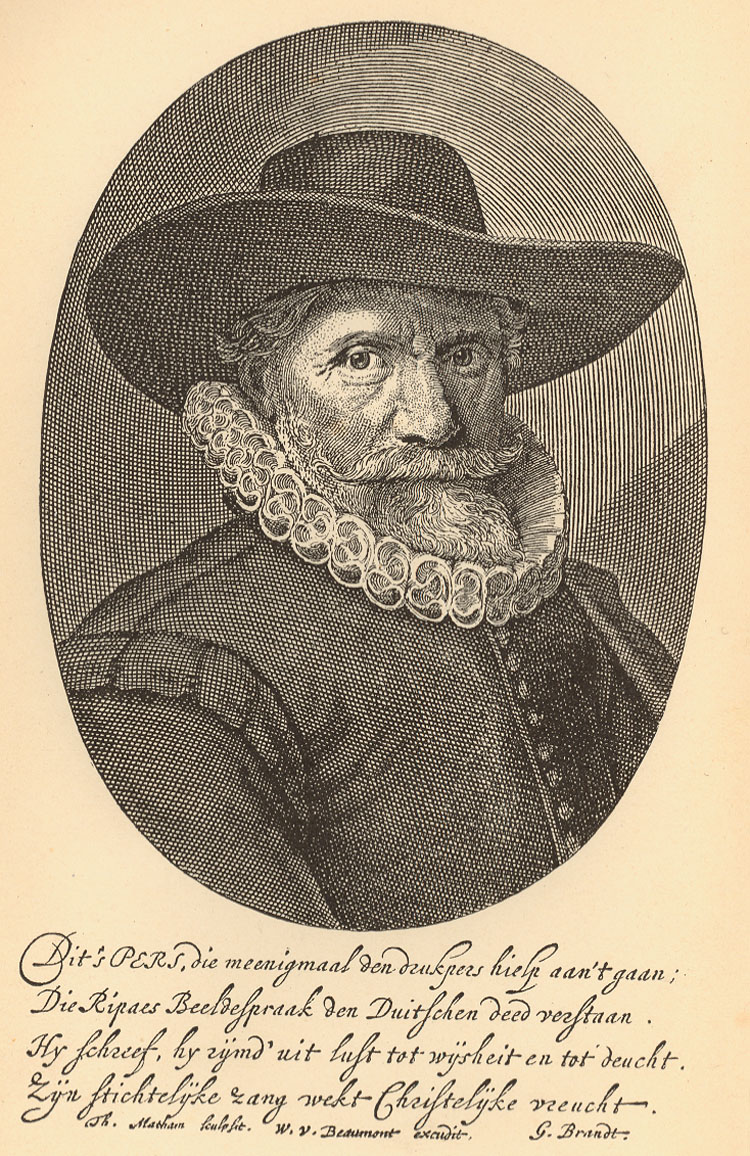
Dirck Pietersz Pers

Dirck Pietersz. Pers (Dirk Pietersz, ook als Dirck van Bembden, Dorotheus a Bemba, Perssius van Embden, D.P. ab Embda, Dirk Pieters Wittepers e.d. vermeld) (Emden 1581- Amsterdam (begraven) 4 januari 1659) was een  drukker, uitgever, boekhandelaar, dichter, proza- en geschiedschrijver in de Noordelijke Nederlanden.

## Biografie
Pers was lid van het Amsterdams boekverkopersgilde, en ontleende zijn familienaam aan het uithangbord "In die Witte Parsse" dat zijn pand aan het Damrak tooide en eerder al dat in de Oudebrugsteeg. Hij leerde het boekdrukvak van de bekende drukker Cornelis Claesz (1546/47-1609), en nam diens drukkerij aan het Damrak in 1607 over. Vanaf 1620 drukte hij niet langer zelf, maar concentreerde zich op het uitgeversvak.
Hij vertaalde werken uit het Latijn, Duits, en Italiaans, onder andere Enchirion (1636) van Erasmus, De Constantia van Justus Lipsius en Iconologia of Uytbeeldinge des verstants (1644) van Cesare Ripa. Het voornaamste werk van Pers zelf,  de bundel Bellerophon of Lust tot Wysheyt (1614) is gedurende de 17de eeuw tienmaal herdrukt. Ook gaf hij Urania of Hemelsangh (1614) en Gesangh der Zeeden (1648) uit.
Als drukker en uitgever was hij nauw verbonden met de letterkundige kringen in de eerste helft van de 17de eeuw. Van de hand van zijn vriend 
Joost van den Vondel - die hem "de ‘glori’ der boekhandelaars van dien tijd" noemt - publiceerde hij twee boeken (Den gulden Winckel (1613), Vorsteliicke warande der dieren (1617)). Van D.V. Coornhert gaf hij in 1610 Recht ghebruyck Ende misbruyck van tijdlicke have uit. Vooraanstaande drukkers en boekverkopers, die gelijktijdig aan het Damrak te Amsterdam waren gevestigd, waren Johannes Janssonius, Joan Blaeu, Jacob Aertsz. Colom, Jan Evertsz. Cloppenburg en Michiel Colijn.
Als uitgever heeft Pers in de Noordelijke Nederlanden een belangrijke bijdrage geleverd aan de ontwikkeling van de druk- en uitgeefbranche van geïllustreerde werken, met name de emblematiek. In het Zuiden vervulde Plantijn een vergelijkbare rol. Ook als dichter was hij niet onverdienstelijk en werd hij wel vergeleken met Jacob Cats. Hij werd op 4 januari 1659 begraven in het familiegraf in de Westerkerk te Amsterdam. Aan zijn zonen Lubbert en Pieter (Dirckszn.), die overigens niet in het boekenvak maar in de lakenhandel terecht kwamen, liet hij een flink vermogen na, waaruit zijn groot zakelijk succes bij leven blijkt.